# Uranothauma lunifer
Uranothauma lunifer is een vlinder uit de familie van de Lycaenidae. De wetenschappelijke naam van de soort is voor het eerst gepubliceerd in 1914 door Hans Rebel.
De soort komt voor in Congo-Kinshasa, Oeganda, Rwanda en Tanzania.